# Вверх по лестнице, ведущей вниз (фильм)
«Вверх по лестнице, ведущей вниз» (англ. Up The Down Staircase) — художественный фильм, экранизация одноимённого романа Бел Кауфман. Был включен в 5-й Московский международный кинофестиваль, на котором Сэнди Деннис получила приз за лучшую женскую роль.

## Сюжет
Фильм рассказывает о молодой учительнице, мисс Барретт, которая после окончания колледжа попадает в среднюю школу «Кэлвин Кулидж», находящуюся в неблагополучном районе. Отношения учителей и учеников складываются очень непросто, и тем и другим приходится иногда идти против системы. Большинство учителей пытаются добиться успеха, удерживая в классе хоть какую-то видимость цивилизации.

## В ролях
| Актёр          | Роль                 |
| -------------- | -------------------- |
| Сэнди Деннис   | Сильвия Барретт      |
| Патрик Бедфорд | Пол Бэрринджер       |
| Айлин Хеккарт  | Хенриетта Пасторфилд |
| Рут Уайт       | Беатрис Шактер       |
| Джин Стэплтон  | Сейди Финч           |